# Alfdan De Decker
Alfdan De Decker, nascido a 9 de setembro de 1996 em Brasschaat, é um ciclista profissional belga que atualmente corre para a equipa Wanty-Gobert Cycling Team.

## Palmarés
2017
- 1 etapa do Ronde van Midden-Nederland

2018
- Stadsprijs Geraardsbergen
- 2 etapas da Carreira da Solidariedade e dos Campeões Olímpicos